# Grupo Manguaré
El Grupo Manguaré, o simplemente Manguaré, es una banda cubana fundada en 1971, perteneciente a la llamada Nueva Trova Cubana y que en su música introduce también el son cubano, la rumba y la guajira, además de música latinoamericana como el merengue, el joropo y la samba. Ha participado en más de 40 giras alrededor de 25 países, y en más de 50 festivales y conciertos internacionales, compartiendo escenario con diversos artistas tales como Andy Montañez, Billy Joel, Mercedes Sosa, Pablo Milanés, Silvio Rodríguez, Willie Colón y Quilapayún, entre otros.
El nombre de la banda se debe al manguaré, instrumento precolombino utilizado por los indígenas de la Amazonia.

## Inicios y visita a Chile
La banda fue fundada inicialmente en 1971 con seis integrantes, y bajo el apoyo de Fidel Castro, luego de la visita a Cuba de la banda chilena Quilapayún. Así, el gobierno cubano insta a la nueva agrupación a viajar a Chile por seis meses, para el estudio de los instrumentos y los cantos tradicionales. Allí conocieron a Isabel Parra, Víctor Jara, Quilapayún, Aparcoa e Inti-Illimani, y publicaron sencillos y álbumes bajo el sello DICAP.
La agrupación fue dirigida por muchos años por Pancho Amat, quien más tarde sería reemplazado por Andrés Pedroso.

## Integrantes
Músicos
- Andrés Pedroso Chávez: bajo, voz, dirección
- Carlos González Quian: piano
- Orlando Ramos Carraz: bongó, percusiones menores
- Armando Yohan Cosmea: tres, voz
- Alejandra Pedroso Sulueta: voz, saxo
- ELizander Jones: voz
- Reynier Acosta Serrano: congas, percusión
- Edelmies Pedroso Zulueta: flauta

Otros
- Leonardo Acosta Chomat: ingeniero de sonido

### Antiguos miembros
Músicos
- Jorge Campos, "Fumanchú": flauta, dirección
- Santiago García: voz
- Pancho Amat: tres
- Víctor Alfonso: percusión
- Francisco José canales:Voz

## Discografía[7]
- 1972 - Manguaré (con Marta Contreras)
- ???? - Volae
- ???? - Café Cuba
- 1976 - Cuba
- 1977 - Razones para cantar
- 1985 - Regálame tus manos

### Sencillos
- 1971 - La tribuna (con Quilapayún)
- 1972 - Mi grito de guerra / Boga-Boga
- 1972 - Son de la loma / El pitirre y el aura
- 1972 - Los rollos del Tío Sam / El guarapo y la melcocha

### Colectivos
- 1972 - Chile pueblo
- 1974 - La canción, un alma de revolución
- 1974 - Voces latinoamericanas
- 1975 - Año Internacional de la Mujer, Cuba
- 1977 - 7. Festival des politischen Liedes
- 1977 - Rote Lieder 70-76
- 1978 - Canciones XI Festival, Cuba
- 1980 - Zehnkampf - Festival des politischen Liedes 1970-1980
- 1980 - III Congreso de la Federación de Mujeres Cubanas
- 1982 - Nuestro canto
- 1983 - El tiempo está a favor de los pequeños
- ???? - The Essential Voices of Cuba (CD 2)
- ???? - Simply Latin Party (CD 4: The Nu Cuba Sessions)
- ???? - Symply Salsa: Dance Class (CD 2: In The Swing)

### Colaboraciones
- 1972 - Música para Guillén (de Marta Contreras)
- 1984 - Tríptico (de Silvio Rodríguez)
- 1994 - Brasil Afri (de Taiguara)